# کووانا، میه
کووانا در استان میه در کشور ژاپن واقع شده‌است که دارای جمعیت ۱۴۰٬۸۱۶ نفر و مساحت ۱۳۶٫۶۱ کیلومتر مربع با تراکم جمعیت ۱٬۰۳۱ نفر در کیلومترمربع است و در تاریخ ۱ آوریل ۱۹۳۷ به عنوان شهر شناخته شد.